# Внутріпородний тип
Внутріпоро́дний (зона́льний) тип — група тварин (н-д, свиней, овець, корів, кіз), що є частиною породи і має, крім загальних для даної породи властивостей, деякі специфічні особливості напряму продуктивності, типу конституції, екстер'єру, кращу пристосованість до умов зони поширення, стійкість проти захворювань та інших несприятливих факторів навколишнього середовища.
Групи тварин внутріпородного типу, як правило, створюються на племінних заводах у результаті тривалої роботи селекціонерів шляхом розведення по генеалогічним лініям та родинах (схрещування з кращими породами одного генетичного кореня або несумісними, але подібними по напрямку продуктивності, масті, типу статури породами).